# بازار تاریخی نیشابور
بازار تاریخی نیشابور یکی از بازارهای قدیمی و مهم و از جمله مکان‌های دیدنی شهر نیشابور که در خیابان امام خمینی (نیشابور) واقع شده‌است. عملیات مرمت و بازسازی این بازار که طول آن حدود یک کیلومتر است در دوره پس از انقلاب اسلامی ایران، از سال ۱۳۷۷ توسط سازمان میراث فرهنگی و کسبه بازار شروع شد. 

## نام‌ها
به این بازار، بازار سرپوشیده، بازار سرپوش، سوق القدیم نیز می‌گویند.

## پیشینه
این بازار تنها بخش به‌جامانده از بازار بزرگی در نیشابور قدیم بوده‌است که از « دروازه مشهد » آغاز و در « دروازه عراق » به پایان می‌رسیده‌است.پیشینهٔ این بازار به دورهٔ صفویان حدود ۱۶۰۰ میلادی  بازمی‌گردد.گمان بر این است که نوسازی یا ساختن این بازار از جمله اصلاحاتی بوده  که شاه عباس صفوی در مدّت اقامت خود در نیشابور اقدام کرده‌است. 

## بناها و مکان‌ها
بازار زرگرها، حلاج‌ها نیز متصل به این بازار تاریخی است.از بناهای به جاماندهٔ این بازار می‌توان از سرا، کاروانسرا، تیمچه و گرمابه نام برد.کاروان سرای مستوفی یکی از تیمچه‌هایی است که در راسته ی این بازار قرار دارد.چند مسجد و یک تکیه و یک آب انبار از دیگر بناهای این بازار است..
در  حجره‌های  این بازار مشاغل سنتی و بومی از قبیل فرش فروشی ، رویگری، مسگری، رنگرزی، آهنگری، پارچه فروشی و... مشاهده می گردد. حمام مرمر نیز در ابتدای همین بازار است. 
.

## نگارخانه

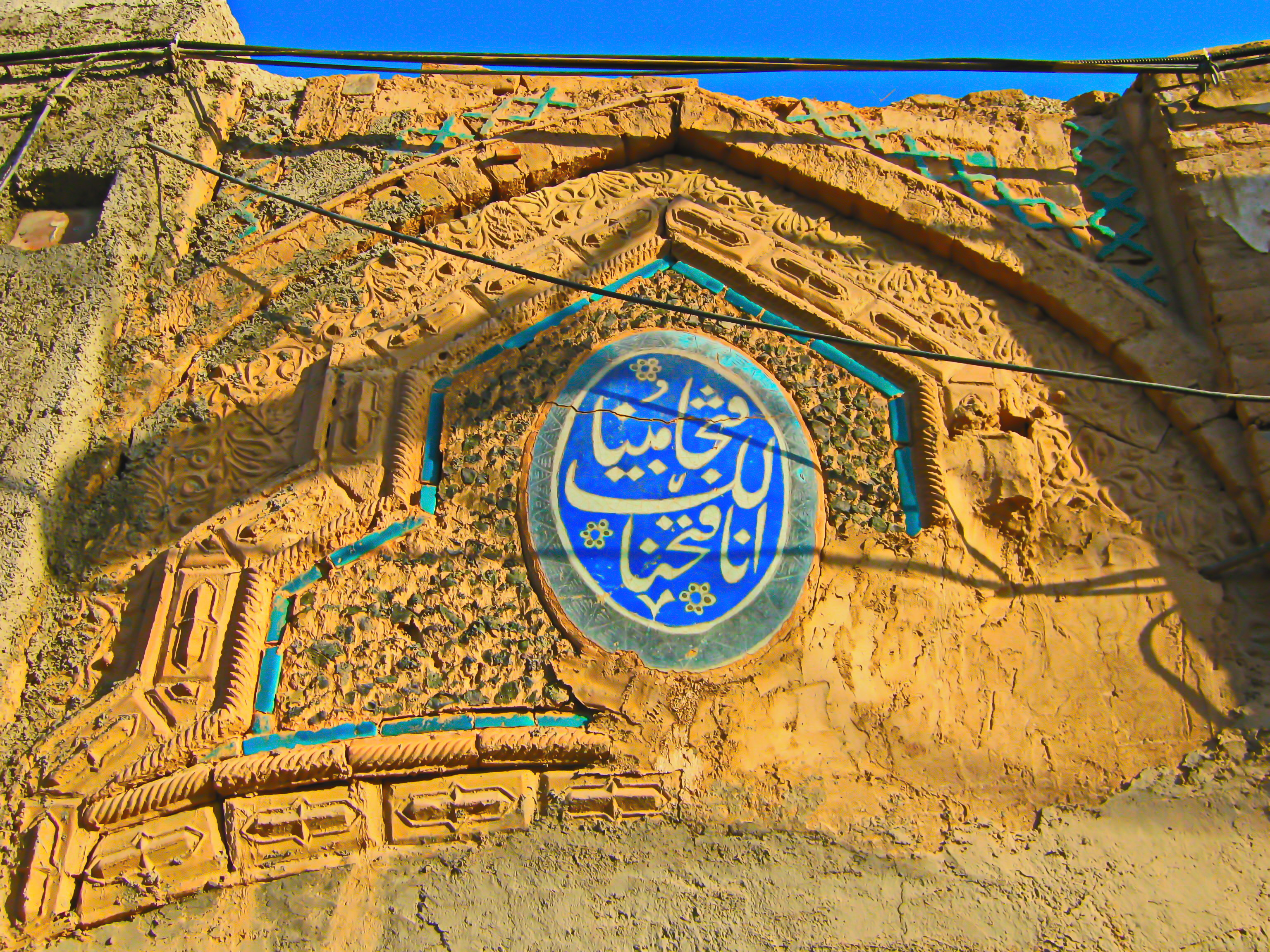
ورودی مغازه ای قدیمی
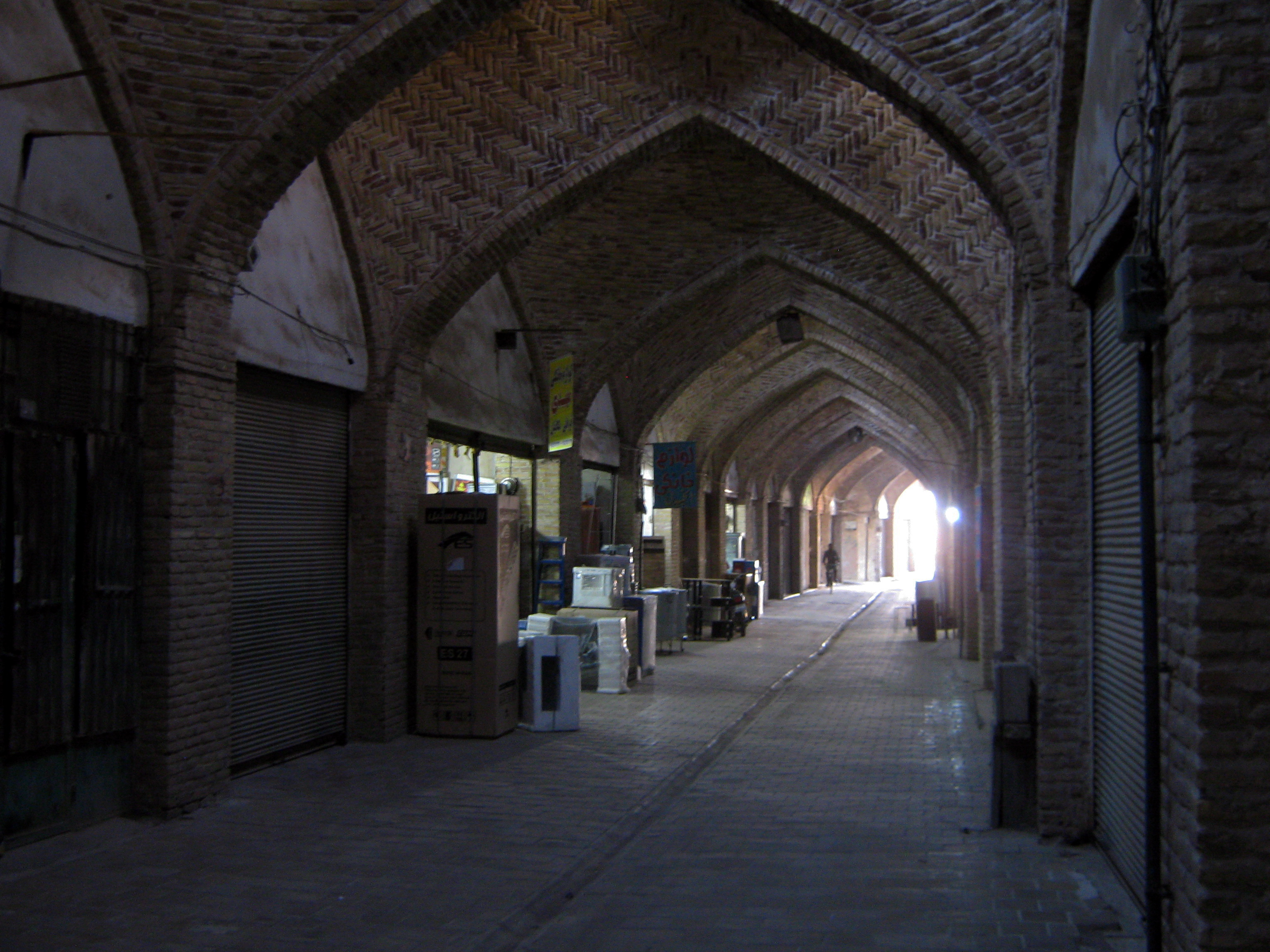
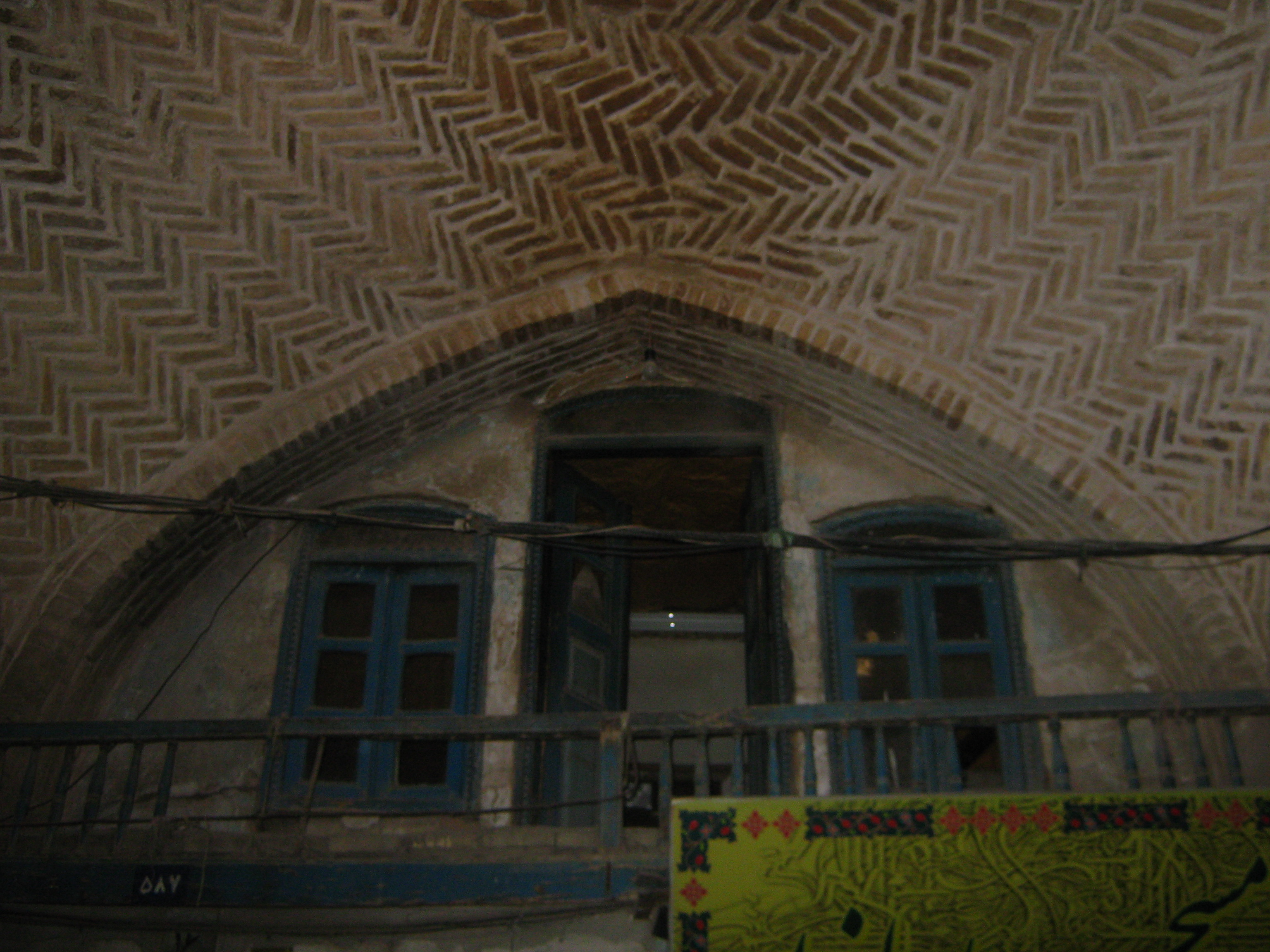
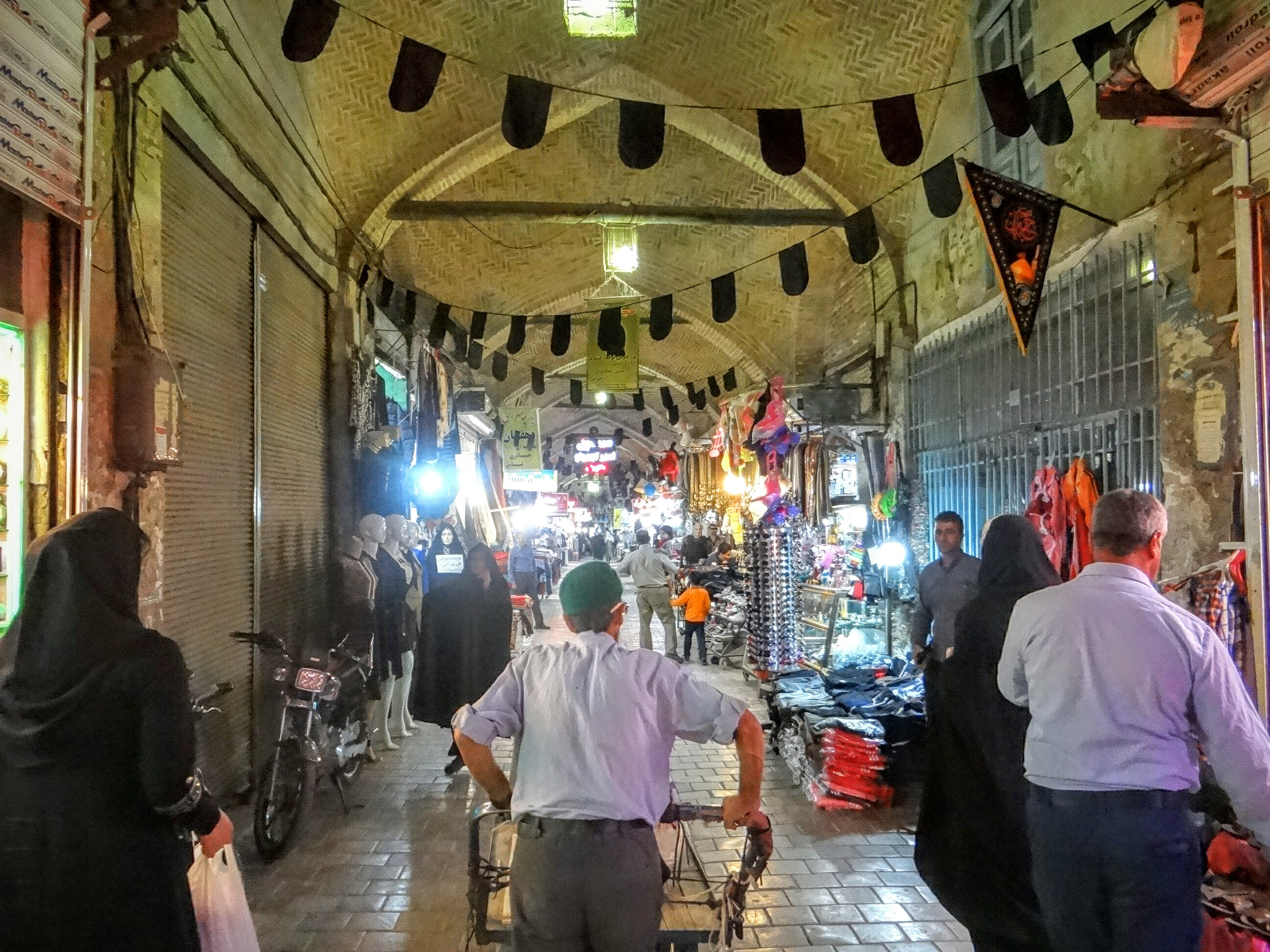
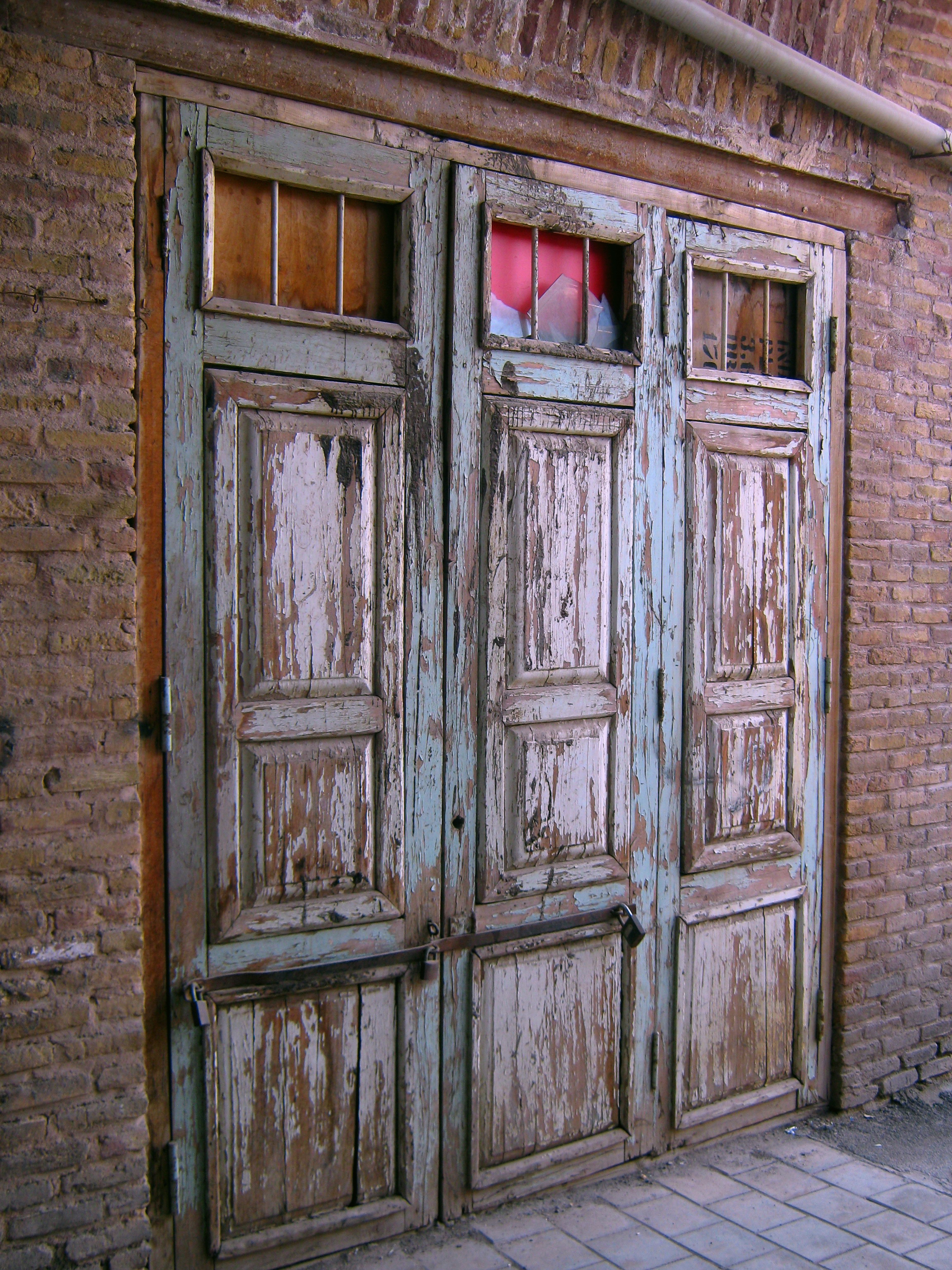
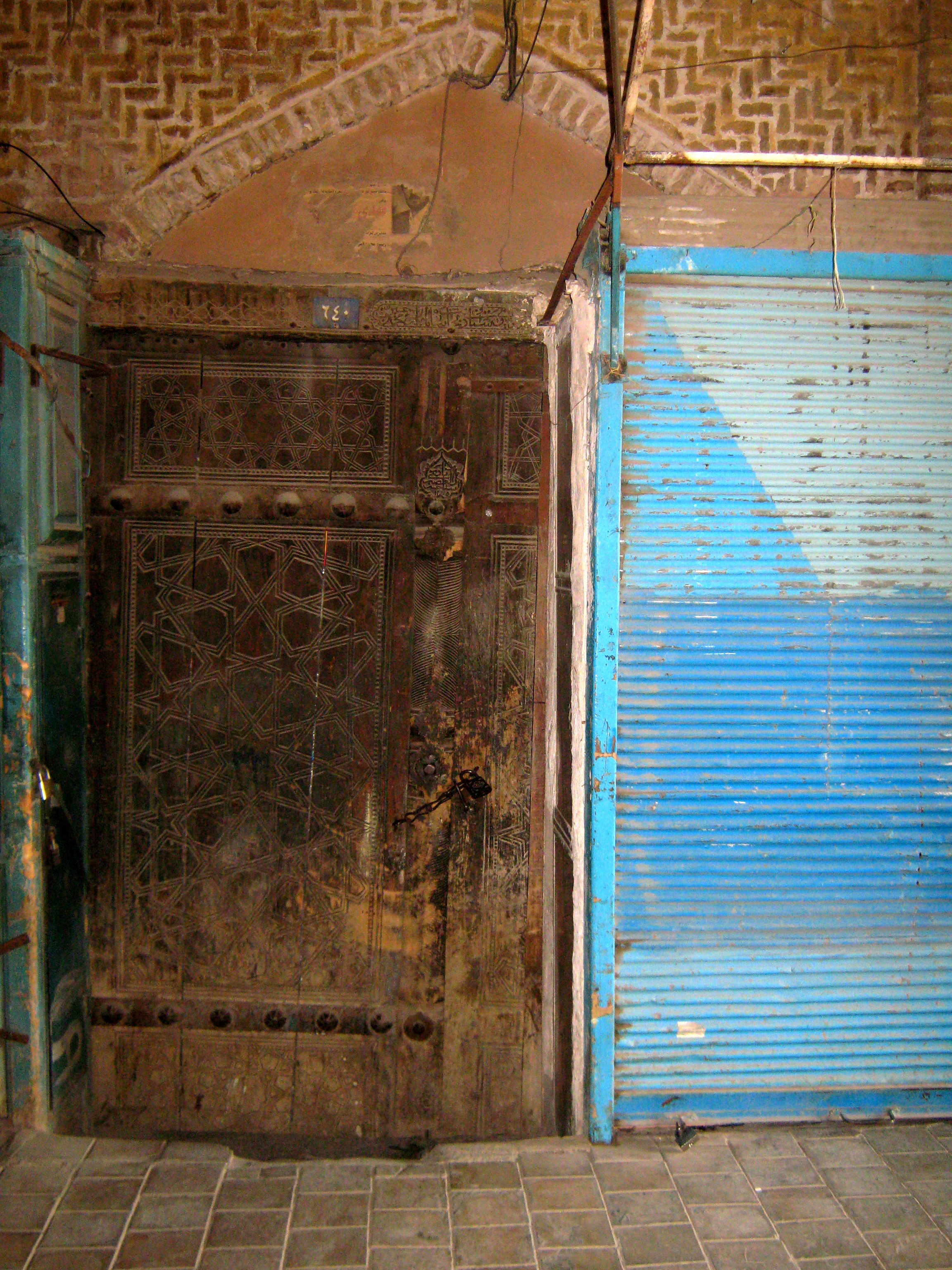
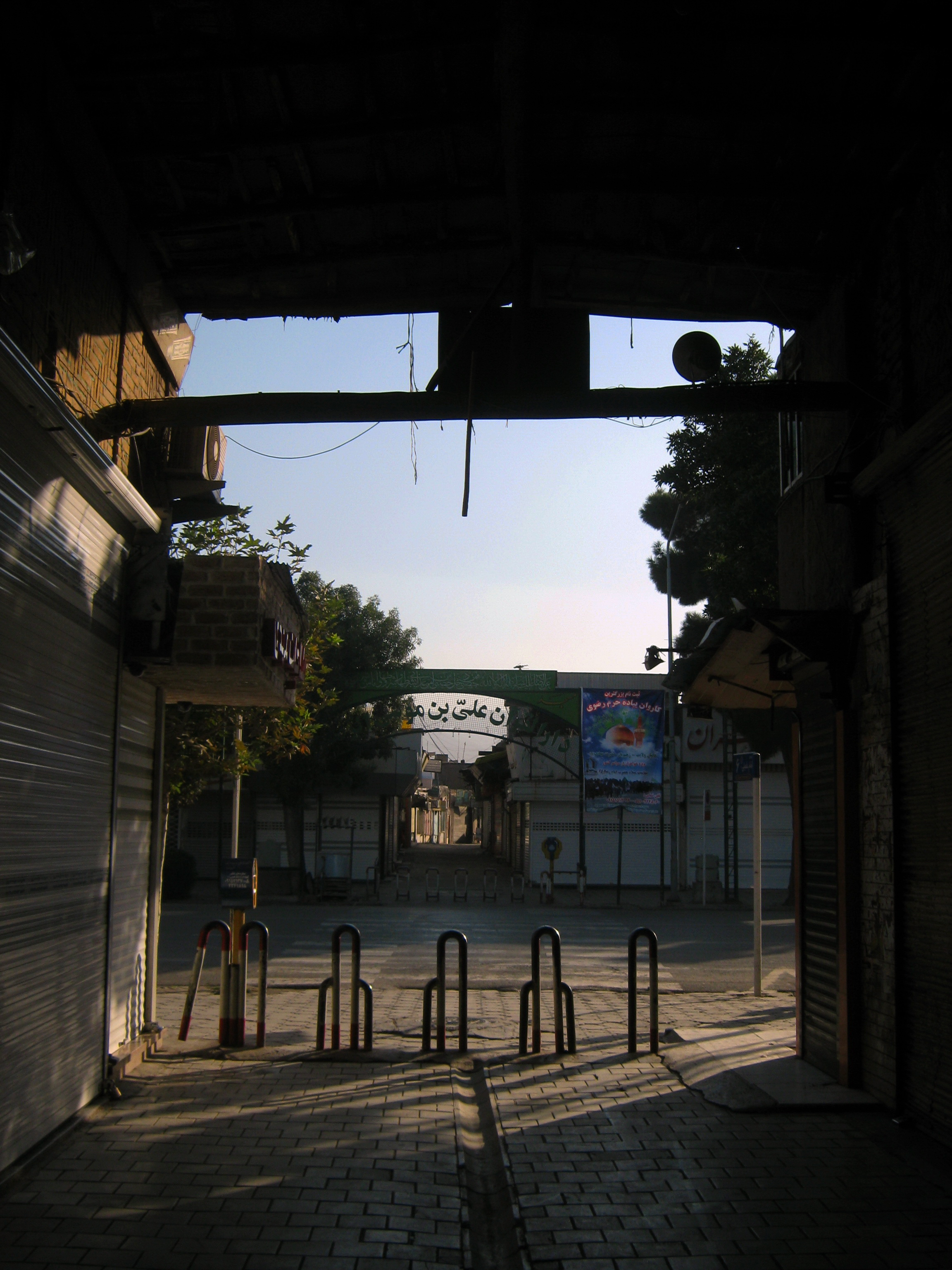